# یوبیلینویه (استان آمور)
یوبیلینویه (به لاتین: Yubileynoye) یک منطقهٔ مسکونی در روسیه است که در استان آمور واقع شده‌است.